# Thonhausen
Thonhausen é um município da Alemanha localizado no distrito de Altenburger Land, estado da Turíngia.  Pertence ao Verwaltungsgemeinschaft de Oberes Sprottental.

## Demografia
Evolução da população (em 31 de dezembro):
| - 1994 - 639 - 1995 - 674 - 1996 - 652 - 1997 - 665 | - 1998 - 655 - 1999 - 663 - 2000 - 661 - 2001 - 654 | - 2002 - 657 - 2003 - 658 - 2004 - 656 |

Fonte: Thüringer Landesamt für Statistik